# Sant Llorenç de Morunys
Pour les articles homonymes, voir Llorenç.
Sant Llorenç de Morunys est une commune de la comarque du Solsonès dans la province de Lleida en Catalogne (Espagne).

## Géographie
La commune est située dans les Pyrénées.